# Nohant-Vic
Nohant-Vic es una comuna en el département de Indre del centro de Francia. Está localizado cerca de La Châtre, en la D943, aproximadamente a 36 km al sudeste de Châteauroux y consiste de dos villas, Vic y Nohant, extendidas a lo largo de la ruta.
Forma parte del Camino de Santiago (Via Lemovicensis).

## Geografía
La comuna descansa en las rocas del Jurásico inferior en la margen sur del Paris Basin. Sólo al sur de La Châtre, cerca de 20 kilómetros de Vic, las rocas de la falla de Variscan del Macizo Central comienzan con la migmatita del Cámbrico y del Ordovícico.
Está cerca del límite sur de la antigua provincia de Berry.

## Demografía
| 661 | 608 | 514 | 480 | 481 | 500 |
| Para los censos de 1962 a 1999 la población legal corresponde a la población sin duplicidades (Fuente: INSEE [Consultar]) |     |     |     |     |     |

## Sitios y monumentos
La casa de George Sand fue una finca del siglo XVIII, construida por el gobernador de Vierzon y adquirida en 1793 por Madame Dupin de Francueil, abuela de la escritora. George Sand pasó su infancia y adolescencia ahí. Muchos de sus escritos los hizo en esa casa. Recibió algunos invitados ilustres: Liszt y Marie d'Agoult, Balzac, Chopin y Flaubert. Delacroix tenía un estudio ahí. La finca es hoy un Monument historique y bajo el cuidado del Centre des monuments nationaux.

## Personalidades relacionadas con Nohant
- Marie-Aurore de Saxe Dupin de Francueil (1748–1821), hija del Mariscal de Sajonia, que compró la finca de Nohant en 1793.
- Aurore Dupin, conocida como George Sand (1804–1876), nieta de la anterior, que pasó la mayor parte de su vida en Nohant.